# Jasper Günther
Jasper Bo Michel Günther (* 31. März 1999 in Herdecke) ist ein deutscher Basketballspieler.

## Laufbahn
Günther ist der Spross einer Basketballfamilie: Sein Vater Dietmar spielte in den 1980er und 1990er Jahren in der Basketball-Bundesliga, ehe er Trainer wurde, seine Mutter Martina spielte auch Basketball, seine Brüder Philip und Per ebenfalls, wobei Letzterer als ehemaliger Nationalspieler und langjähriger Spielmacher von Ratiopharm Ulm das bekannteste Familienmitglied ist.
Er spielte in der Jugendabteilung der SG VFK Boele-Kabel, des TSV Hagen und für den Nachwuchs von Phoenix Hagen. 2015 erreichte er mit Hagen das Halbfinale um die deutsche U16-Meisterschaft. Im Spieljahr 2016/17 lief er zudem für die Herrenmannschaft der BG Hagen in der 1. Regionalliga auf. Im Sommer 2017 wurde er von Phoenix für das Aufgebot für die 2. Bundesliga ProA unter Vertrag genommen. Ende Dezember 2019 wechselte er zum UBC Münster in die 2. Bundesliga ProB. Als Nachrücker kam Münster 2022 in die 2. Bundesliga ProA, Günther machte den Aufstieg mit. Bis 2025 bestritt er für den Verein 105 Spiele in der zweithöchsten deutschen Liga. Seinen höchsten Punktedurchschnitt in einer Saison erreichte Günther dabei 2024/25 mit 9,6 je Begegnung. Während seiner Zeit in Münster schloss er ein Studium im Fach Betriebswirtschaftslehre ab.
Im Juni 2025 gaben die RheinStars Köln Günthers Verpflichtung bekannt. Die Kölner erhielten wenige Tage später als Nachrücker die Teilnahmeberechtigung für die 2. Bundesliga ProA.

### Nationalmannschaft
Günther nahm mit der deutschen U16-Nationalmannschaft an der Europameisterschaft 2015 teil.